# Caché (pel·lícula)
Caché és una pel·lícula francesa dirigida per Michael Haneke i estrenada l'any 2005. Aquest llargmetratge ha estat premiat al festival de Canes 2005 per a la seva escenificació. Ha estat doblada al català.

## Argument
Georges Laurent, periodista, anima una emissió literària sobre una cadena de televisió. Viu plàcidament a una casa a París. Aquesta tranquil·litat es fissura el dia on la seva dona Anne i ell reben una primera cinta vídeo anònima al seu domicili. La seva casa és filmada en pla fix des del carrer del davant, el carrer de les Iris; la seva família és observada de manera anònima i voluntàriament inquietant.
Li envien altres cintes, així com dibuixos sanguinolents: un vídeo mostrant el domini agrícola on Georges ha passat la seva infantesa, una altra mostrant un immoble de Romainville i el passadís que porta fins a un pis. Ja que la policia no vol investigar fins que Georges i la seva família no pateixin cap agressió, decideix llavors trobar qui li envia cintes destinades a impressionar, sense cap reivindicació.

## Repartiment
- Daniel Auteuil: Georges Laurent
- Juliette Binoche: Anne Laurent
- Lester Makedonsky: Pierrot Laurent, fill de 12 anys de Georges i Anne
- Maurice Bénichou: Majid
- Walid Afkir: fill de Majid
- Annie Girardot: mare de Georges
- Daniel Duval: Pierre, amic de Georges i Anne
- Bernard Le Coq: cap de Georges

## Al voltant de la pel·lícula
- El rodatge a París, sobretot al número 49 del carrer Brillat-Savarin i després el carrer de les Iris, i Viena. L'escena final que dona la clau d'explicació del film (que en realitat no explica res però afegeix una interrogació suplementària) és rodada a l'atri de l'Escola nacional de química física i biologia de París, carrer Pirandello.
- Mazarine Pingeot apareix subreptíciament com una de les convidades en l'emissió de Georges Laurent. Noia molt de temps « oculta » de Mitterrand, la seva presència és una picada d'ull al títol del film. Pot també evocar però de manera molt menys directa els començaments de la Guerra d'Algèria (el tema subjacent del film) a través de l'acció del seu pare, François Mitterrand, llavors Ministre de l'Interior l'any 1954 després Guàrdia dels Segells de 1956 a 1957.[2]
- A la cambra de Pierrot, es pot veure cartells dels films Perduts en l'espai (1998), Matrix Reloaded, In Hell (2003), Les Cròniques de Riddick i Van Helsing (2004)
- Aquest film es presenta, entre d'altres, com un contrapla de la telerealitat (la qual cosa persegueix la crítica a la televisió segons Michael Haneke), en el que n'exposa la versió realista i lladre — en el sentit real — d'intimitat (i exhibicionista en la seva versió televisada).
- Tracta també del sentiment de culpabilitat; culpabilitat del personatge principal en particular, i culpabilitat dels francesos en general, davant dels esdeveniments de 1961 i del tractament dels immigrats.
- L'escena final, i més particularment els crèdits del final, dona una clau de comprensió del film, amb la trobada i una discussió (el contingut de la qual la és imperceptible per a l'espectador) entre el fill de Majid i Pierrot Laurent, a la sortida del liceu d'aquest últim. Els dos fills es troben sense que sigui possible de determinar si es coneixen o ja es coneixien i si són (l'un o l'altre o els dos) responsables de l'enviament de les cintes vídeo[3] L'escena deixa planejar voluntàriament un dubte en aquest tema, ja que Haneke, que ha escrit un diàleg pels dos actors, l'ha convertit en inaudible i no n'ha revelat el contingut a ningú. Al final del compte, cap explicació, satisfactòria o no, es dona a l'espectador que queda amb els seus interrogants.

## Premis i nominacions

### Premis
- Festival de Canes 2005: Premi a la millor direcció i Premi FIPRESCI.
- Premis del Cinema Europeu 2005: millor film, millor actor (Daniel Auteuil), millor director (Michael Haneke), millor muntatge (Michael Hudecek i Nadine Musa), Premi FIPRESCI.
- Estrelles d'or de la premsa del cinema francès 2006: Estrella d'or del guionista.
- Premi al Festival internacional del film de Pyongyang 2006[4]

### Nominacions
- El film és seleccionat per representar Àustria a l'Oscar a la millor pel·lícula de parla no anglesa a la 78e cerimònia dels Oscars. Va ser desqualificat, segons la normativa de l'època, el film seleccionat havia de ser majoritàriament rodat en la llengua oficial del país representat. La desqualificació d'Ocult va desencadenar la polèmica, aquesta regla lingüística va ser suprimida l'any següent, i Haneke prendrà la seva revenja guanyant l'Oscar amb Amor l'any 2013, representant Àustria però integralment rodada en francès.
- 31a cerimònia dels César :
- Millor director per a Michael Haneke,
- Millor guió original per a Michael Haneke,
- Millor actor secundari per a Maurice Bénichou,
- Millor esperança masculina per a Walid Afkir.

## Crítica
- "Un film esplèndid i vertiginós"[5]
- "Desconcertant i pertorbadora pel·lícula molt efectiva (...) Puntuació: ★★★★ (sobre 4)."[6]